# Galphimia gracilis
Galphimia gracilis är en tvåhjärtbladig växtart som beskrevs av Friedrich Gottlieb Bartling. Galphimia gracilis ingår i släktet Galphimia och familjen Malpighiaceae. Inga underarter finns listade i Catalogue of Life.

## Bildgalleri

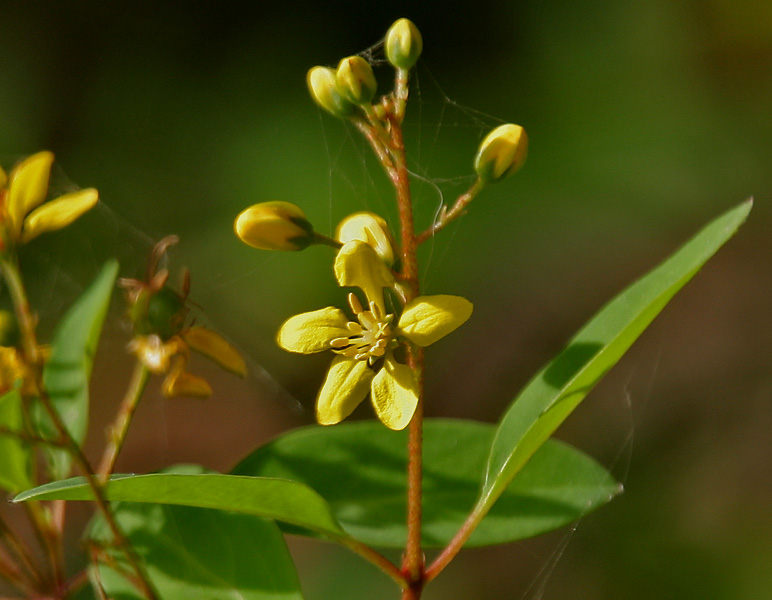